# حاشد عبد الله الأحمر
حاشد عبد الله حسين الأحمر سياسي يمني، أستقال من منصبه كنائب «وزير الشباب والرياضة» خلال ثورة الشباب اليمنية.

## مناصب شغلها
- نائبا لوزير الشباب والرياضة (2008-2011).[2]